# Raszkiw
Raszkiw (ukr. Рашків) – wieś na Ukrainie, w obwodzie czerniowieckim, w rejonie dniestrzańskim, nad Dniestrem. W 2001 roku liczyła 1120 mieszkańców.